# Рибальський курінь

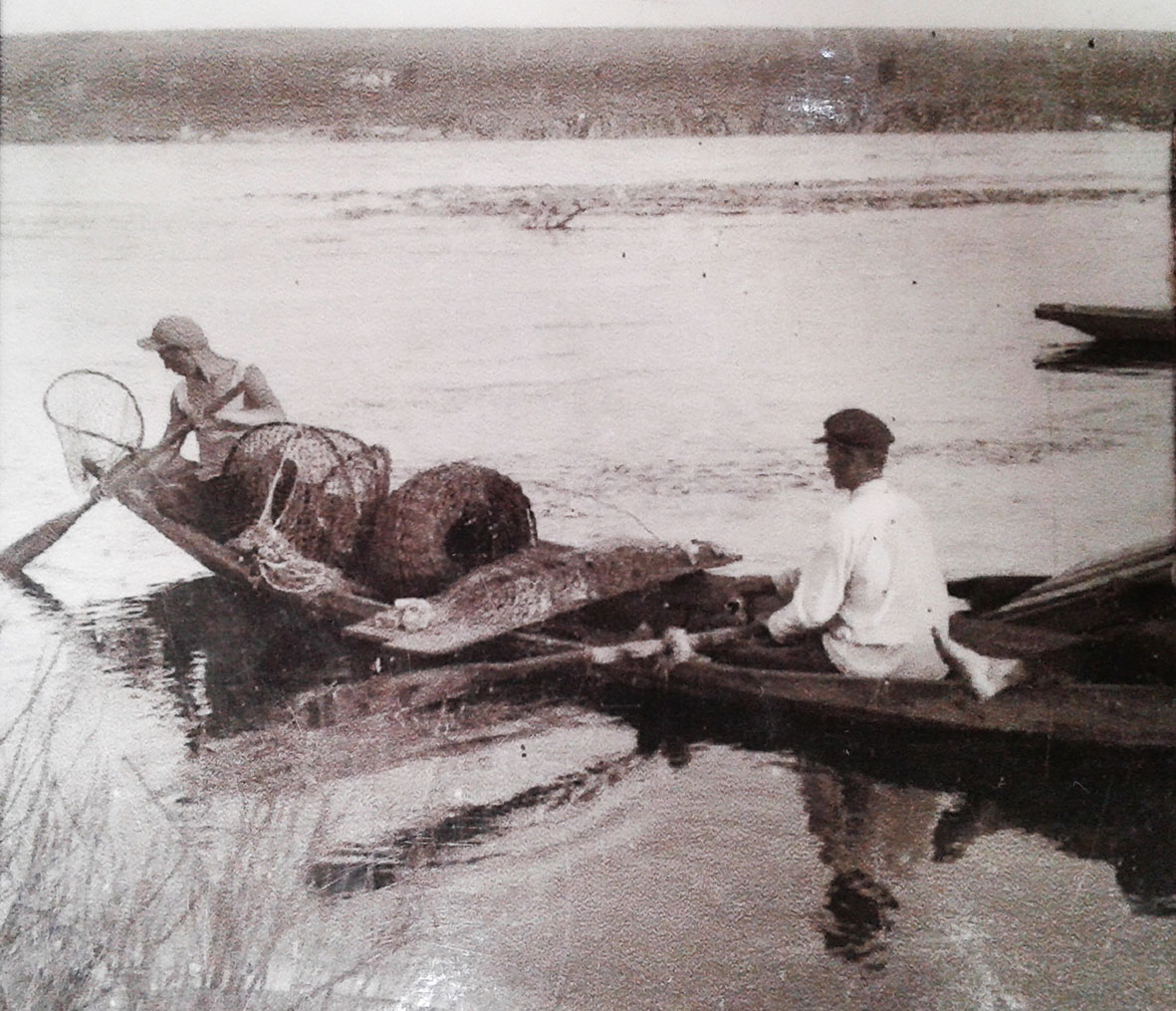
Рибалки на каюку. Вовнизький поріг на Дніпрі, 1920-ті роки (Національний заповідник «Хортиця»)

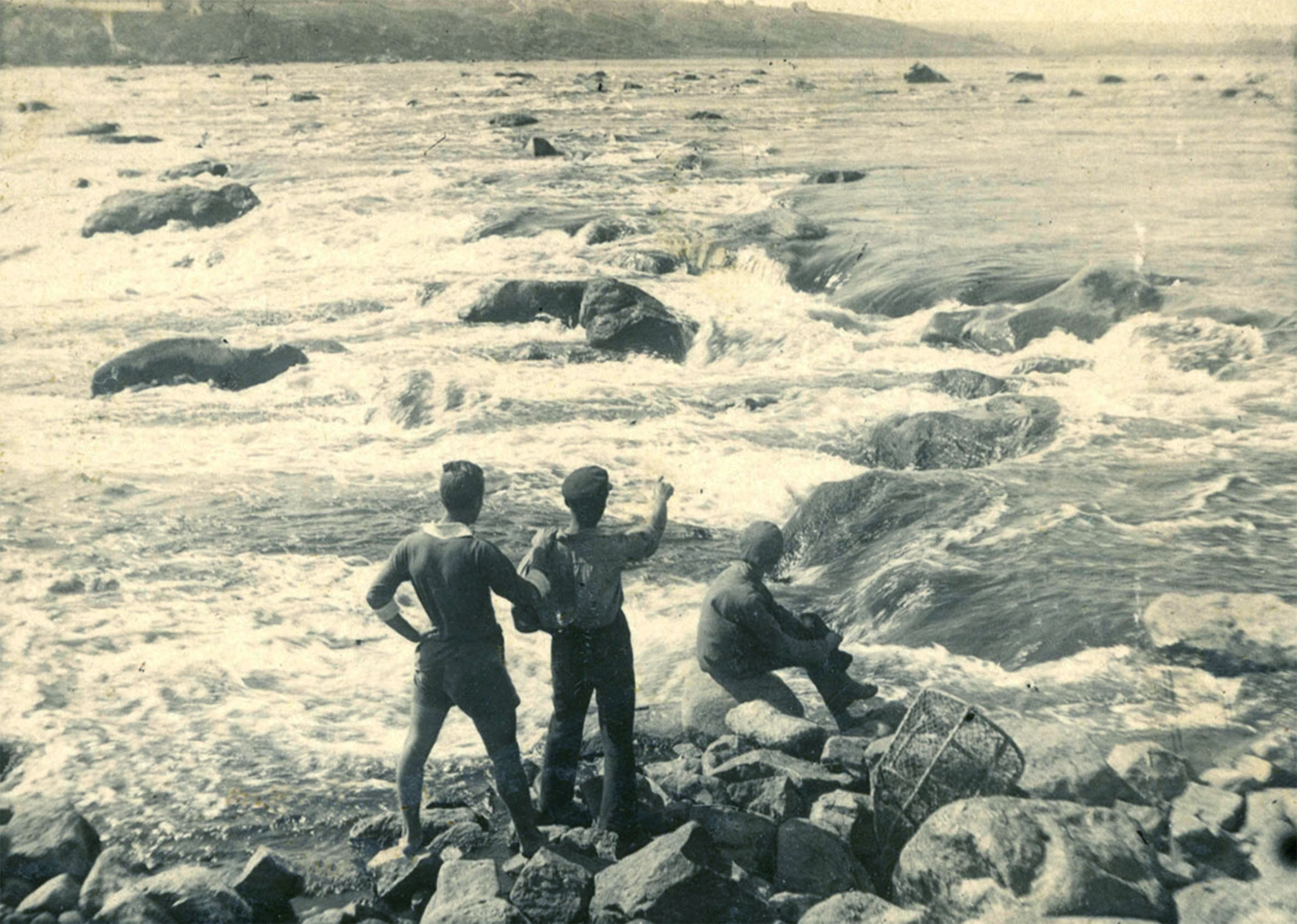
Рибальство на порогах, 1920-ті

Риба́льський курі́нь — 1) об'єднання рибалок на Дніпрових порогах (проіснували  до 1928–1932 років), Дністровському лимані та інших водоймах ; 2) легка рибацька будівля (див. курінь).

## Дослідження предмета
У 1928–1929 роках дослідження явища рибальства на Дніпрових порогах провела український етнограф Віра Білецька у складі Дніпробудівської археологічної експедиції під керівництвом академіка ВУАН Д. І. Яворницького. Однак у зв'язку з так званими «чистками» лав академічних наукових установ (ВУАК, ВУАН), в яких нібито «українська контреволюція» звила собі «гнізда», її праця «Рибальство в Дніпрових порогах», підготовлена до друку 1931 року, так і не була опублікована.

## Структура куреня
До складу куреня входила дрібніша одиниця — каюк, який іноді існував й окремо. Каюк складали, як правило, двоє рибалок. Власне, каюк (тур. kayik) — невеликий рибацький човен із плоским дном і двома веслами.
У кожному курені обирався старший (отаман), хоч оренду платили порівну. Платня залежала від водної ділянки. В оренду їх здавали поміщики та селянські громади, якій рибарі сплачували щороку натурою. Наприклад, громада с. Звонецького вимагала 5 пудів риби на Спаса, храмове свято («храм») і 3 пуди на водосвяття й навесні на освячення царин і криниць.
У дорадянську добу рибальські ватаги були стійкішими і тривалішими об'єднаннями. Старші рибалки згадували:
| «Раніше курінь, в якому було до десяти рибалок, жив, як одна сім'я. Де-небудь на косі або на острові робили курінь зручний, тут було все, що треба, навіть і собака, і кішка, додому зрідка коли й показувались, хіба раз на тиждень».[3] |
У своєму товаристві рибалки додержувались певної дисципліни і правил етики. Серед них майже не було випадків крадіжки. А під час різних нещасних пригод намагались допомогти один одному.
У 1920-х роках рибалки прагнули об'єднатись у курінь для спільної сплати оренди і вибору куренем кращої ділянки на Дніпрі.
Товариство мало постійно поповнюватись новаками, бо професія рибалок на Дніпрових порогах була небезпечною. Окрім того, вони часто підривали своє здоров'я. Найпоширенішими професійними хворобами були сухоти і малярія, що призводили до передчасної смерті рибалок.

## Рибний промисел
Окремий каюк ловив за день близько десяти фунтів риби, а курінь — три-чотири пуди. За сезон у 1920-х роках, наприклад, у Вовнізі виловлювали до 20 тисяч пудів різної риби. Весною ловили осетрів та оселедців. Виловлену кращу і більшу рибу, як от красну рибу, велику марену, сомів, підустів, рибалки возили до міст Запоріжжя, Дніпро, Синельникове тощо. Дрібнішу продавали місцевим селянам. Рибалки їздили на базар каюком зранку. Торг завжди закінчувався випивкою.
Рибу, що не встигали збути, коптили. Її солили 2-3 дні, а потім коптили в особливих коптильнях, що були у дворі кожного рибалки. Коптильні мали високі, до чотирьох метрів заввишки, димарі у формі зрізаного конуса. Рибу курили кізяком і прілою соломою.
У рибацьких селах Андріївка-Іваненкова, Військова й Вовна рибалки облаштовували льодовні для зберігання риби влітку. Окрім того, рибу, наприклад, густиру солили у діжках як для себе, так і на замовлення. За станом на 1928 рік таку рибу продавали по 4 крб. за пуд.
Коли улов був небагатий, то солили поступово, як привозили рибу. Непатрану рибу солили шарами: шар риби й шар солі. Згори нагнічували камінням.
Майже для всіх рибалок рибальство було допоміжним до хліборобства засобом. Дехто з них узимку заробляв із ткацтва та інших промислів.

## Рибальський курінь (будівля)

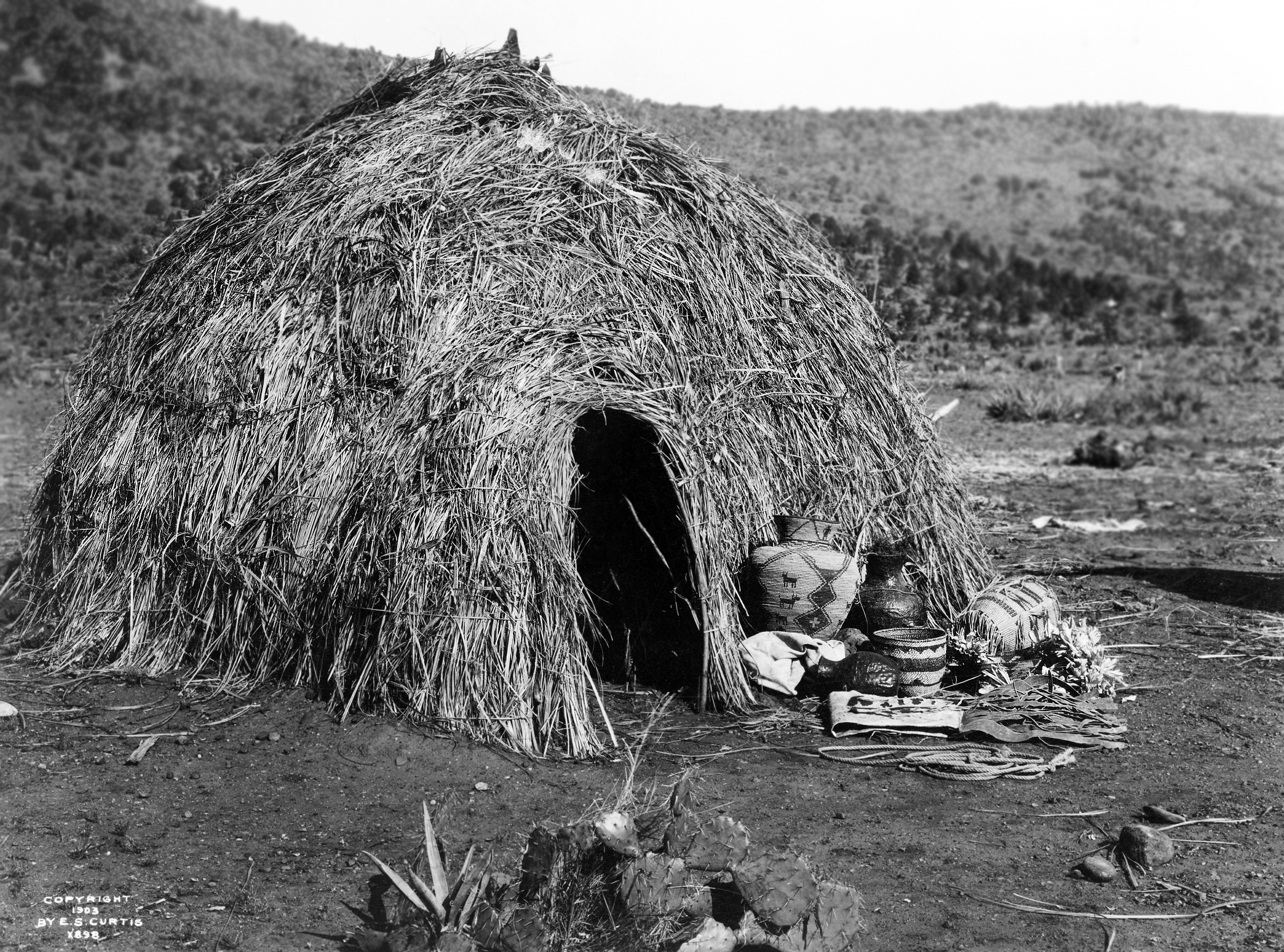
Вігвам апачів (1903), подібний до стародавнього примітивного рибацького куреня

Рибалки, чиї ділянки розташовувались неподалік від їхнього села, після ловіння завжди повертались додому. Якщо ж ділянка була далеко, то на косі або на острові рибарі майстрували курінь, де вони ночували і переховували рибальське знаряддя.
Найпримітивніші курені будували на березі у вигляді землянок, викопаних у землі і зверху вкритих гіллям, або споруди напівсферичної форми, зробленої з тонкого гнучкого дерева і вкритого зверху соломою. У середині робили грубку, а в заглибленні в стіні ставили пляшки, каганчик. На підлозі розстеляли сіно для спання. Вхід завішували рядном від комарів.
На рівному березі, острові або косі ставили солом'яні курені.
На косі в Чаплях замість зруйнованого куреня поставили тимчасовий курінчик, що мав п'ять жердин, зав'язаних угорі дротиною. У 1920-х роках коса ще залишалась рибальським осередком. Рибалки для своїх каюків і галярок обладнали пристань. Там ремонтували свою снасть, готували собі обід.
На сніданок й обід рибалки варили собі юшку з риби й їли її гуртом із казана або розливали собі у дерев'яні ваганки. Іноді варили нечищену і непатрану рибу, наприклад, марену. Окрім риби, раціон рибалки складався із сала, пшона й хліба. Іноді, коли курінь був недалеко від села, вони йшли обідати додому або їм приносили харчі.

## Рибальські вірування і повір'я
Своїм небесним покровителем рибалки шанували святого Миколая.
На покутті рибальського куреня обов'язково висіла його ікона. 
Перед риболовлею отаман молився над снастями та окроплював їх, але не святою водою,  а самогонкою.
Колективізація та антирелігійна боротьба у 1920-1930-х роках поступово викорінили рибальські традиції й обряди. У 1928–1929 роках дослідниця Віра Білецька вже не зафіксувала будь-яких яскравих повір'їв або прикмет. Лише старші рибалки згадували, що «раніше…, коли бував вітер, що шкодив плитам та рибалкам, кидали в воду щербату копійку». За спостереженням рибалок, риба ловиться погано на сповні місяця і краще на молодику й на ущербі. Щоб викликати погожий вітер, треба було свистіти.

## Опис у художній літературі
Рибацький курінь над Дністровським лиманом описав письменник Іван Нечуй-Левицький у своїй повісті «Микола Джеря» (1878):
| «Рибалки набрали сухого очерету, збудували дуже довгий отаманський курінь, загородили загороду для кухаря, на кухарський курінь, закопали в пісок палі, примостили зверху балку й повішали казани. Потім вони забили дві палі з бантиною для кодол, а декотрі рибалки поставили для себе маленькі очеретяні ятки, в котрих можна було тільки сидіти або лежать; потім викопали кабицю, чи піч, для казана з смолою, котрою мазали мережі; поставили мечет, цебто піч для хліба. Це все становище з куренями, очеретяними ятками, з мечетом, з кабицею, з кодільнею, з кухарським куренем загалом звалося куренем».[6] |
| «Над самим лиманом, на зеленій траві, між двома високими стінами молодого очерету, висіли чорні неводи на підтечах, повбиваних в землю. Довгі без кінця мережі моталися на легкому вітрі, неначе жмути чорних шнурків, вимочених в смолі. Од кілка до кілка висіли разками здорові поплавки, що звуться ґалаґанами, пороблені з легкого сухого дерева. Здалеки здавалось, ніби то стояли рідкі тини з тоненького хмизу або тонісінькі штахети, обтикані зверху якимись цяцьками. Серед того павутиння неводів чорнів кухарський курінь: він був круглий, з низькими очеретяними стінками і дверцями, тільки без покрівлі... Коло кухарського куреня стояв здоровий курінь з очерету для цілої ватаги. Там стояли шаплики, барильця, діжки з пшоном, горохом, кукурудзою та квасолею, лежали харч та одежа. Там ночував отаман і вся забродська ватага».[6] |
Про рибацький курінь І. Нечуй-Левицький знову згадує у романі «Над Чорним морем» (1890).